# Aleksandr Iakouchev
Pour les articles homonymes, voir Iakouchev.
Temple de la renommée : 2018
Temple de la renommée de l'IIHF : 2003
Temple de la renommée russe : 2011
Aleksandr Sergueïevitch Iakouchev - en russe Александр Сергеевич Якушев - (né le 2 janvier 1947 à Balachikha en URSS) est un joueur professionnel russe de hockey sur glace. Il a été admis au Temple de la renommée de la Fédération internationale de hockey sur glace en 2003.

## Carrière

### Carrière de joueur
Il commence sa carrière professionnelle en championnat d'URSS avec le HC Spartak Moscou en 1963. Il remporte trois titres de champion avec l'équipe. Il termine avec un bilan de 568 matchs et 339 buts en élite russe. En 1980, il part en Autriche à Kapfenberg. En 1983, il met un terme à sa carrière.
Il a représenté l'URSS à 221 reprises (145 buts) sur une période de 14 ans de 1965 à 1979. L'équipe a remporté les Jeux olympiques en 1972 et 1976. Il a participé à huit éditions des championnats du monde pour un bilan de quatre médailles d'or, deux d'argent et une de bronze.

### Carrière d'entraîneur
Aleksandr Iakouchev devient l'entraîneur du Spartak, entre 1989 et 1993. Mais, comme à cette période le communisme s'effondre et l'URSS se disloque, les meilleurs joueurs succombent au chant des sirènes de l'Europe occidentale et de l'Amérique du Nord et le championnat national s'appauvrit. Malgré tout, Iakouchev réussit à faire monter son équipe sur le podium pendant deux saisons. En 1993, le Spartak est éliminé en huitièmes de finale des play-offs par un petit club de province, le Metallurg de Magnitogorsk. Il quitte le club et en 1994, il est engagé par le HC Ambrì-Piotta où il connaît deux bonnes saisons (3e et 6e). Malheureusement, ça se passe plutôt mal la troisième année. L'équipe n'arrive même pas à se qualifier pour les playoffs et les dirigeants décident de le congédier le 5 novembre 1996.
Mais, en 1998, il semblerait que sa carrière d'entraîneur va retrouver la gloire puisque, d'une part, il revient à son club de toujours, le Spartak et d'autre part, il est nommé pour diriger l'équipe nationale russe. Hélas, cela ne se passera pas du tout comme Aleksandr l'aurait voulu. Bien au contraire. Tout d'abord, le Spartak est relégué à la ligue inférieure, ce qui ne lui était jamais arrivé. Et le pire reste encore à venir. La honte, la catastrophe. Aux championnats du monde 2000 de Saint Pétersbourg, à la maison, alors que tous les Russes n'attendent plus que de voir jouer leurs grandes vedettes de la NHL, c'est l'horreur. Cinq matches, quatre défaites : contre les États-Unis 3-0, contre la Suisse 3-2, contre la Lettonie 3-2, et contre le Bélarus 1-0. Ils ne gagnent que contre la France 8-1. La Russie termine son Mondial à la onzième place. Du jamais vu dans toute l'histoire du hockey sur glace!

## Trophées et honneurs personnels
Championnat du monde
- 1975 : termine meilleur buteur.
- 1975 : élu meilleur attaquant.
- 1975, 1976 : élu dans l'équipe type.

URSS
- 1969 : termine meilleur pointeur.
- 1969, 1974, 1976 : termine meilleur buteur.
- 1973, 1976 : élu dans la meilleure ligne.
- 1976 : élu dans l'équipe d'étoiles.

## Statistiques

### En équipe nationale
| Année | Équipe | Évènement |    | PJ | B | A  | Pts | Pun                |  | Résultat |
| 1967  | URSS   | CM        | 2  | 1  | 0 | 1  | 0   | Médaille d'or      |  |          |
| 1969  | URSS   | CM        | 6  | 1  | 1 | 2  | 2   | Médaille d'or      |  |          |
| 1970  | URSS   | CM        | 6  | 6  | 3 | 9  | 8   | Médaille d'or      |  |          |
| 1972  | URSS   | JO        |    |    |   |    |     | Médaille d'or      |  |          |
| 1972  | URSS   | CM        | 10 | 11 | 4 | 15 | 0   | Médaille d'argent  |  |          |
| 1973  | URSS   | CM        | 10 | 9  | 6 | 15 | 2   | Médaille d'or      |  |          |
| 1974  | URSS   | CM        | 10 | 7  | 7 | 14 | 2   | Médaille d'or      |  |          |
| 1976  | URSS   | JO        |    |    |   |    |     | Médaille d'or      |  |          |
| 1976  | URSS   | CM        | 10 | 6  | 1 | 7  | 0   | Médaille d'argent  |  |          |
| 1977  | URSS   | CM        | 10 | 7  | 4 | 11 | 0   | Médaille de bronze |  |          |